# Trzebiszewo (gromada)
Trzebiszewo – dawna gromada, czyli najmniejsza jednostka podziału terytorialnego Polskiej Rzeczypospolitej Ludowej w latach 1954–1972.
Gromady, z gromadzkimi radami narodowymi (GRN) jako organami władzy najniższego stopnia na wsi, funkcjonowały od reformy reorganizującej administrację wiejską przeprowadzonej jesienią 1954 do momentu ich zniesienia z dniem 1 stycznia 1973, tym samym wypierając organizację gminną w latach 1954–1972.
Gromadę Trzebiszewo z siedzibą GRN w Trzebiszewie utworzono – jako jedną z 8759 gromad na obszarze Polski – w powiecie skwierzyńskim w woj. zielonogórskim na mocy uchwały nr V/21/54 WRN w Zielonej Górze z dnia 5 października 1954. W skład jednostki weszły obszary dotychczasowych gromad: Trzebiszewo ze zniesionej gminy Skwierzyna w powiecie skwierzyńskim oraz Brzozowiec ze zniesionej gminy Zieleniec w powiecie gorzowskim w tymże województwie. Dla gromady ustalono 11 członków gromadzkiej rady narodowej.
31 grudnia 1961, w związku ze zniesieniem powiatu skwierzyńskiego, gromada weszła w skład powiatu gorzowskiego w tymże województwie.
1 stycznia 1969 gromadę zniesiono, a jej obszar włączono do nowo utworzonej gromady Skwierzyna w tymże powiecie.